# Pemphigus tibetapolygoni
Pemphigus tibetapolygoni är en insektsart. Pemphigus tibetapolygoni ingår i släktet Pemphigus och familjen långrörsbladlöss. Inga underarter finns listade i Catalogue of Life.